# 香港法國國際學校

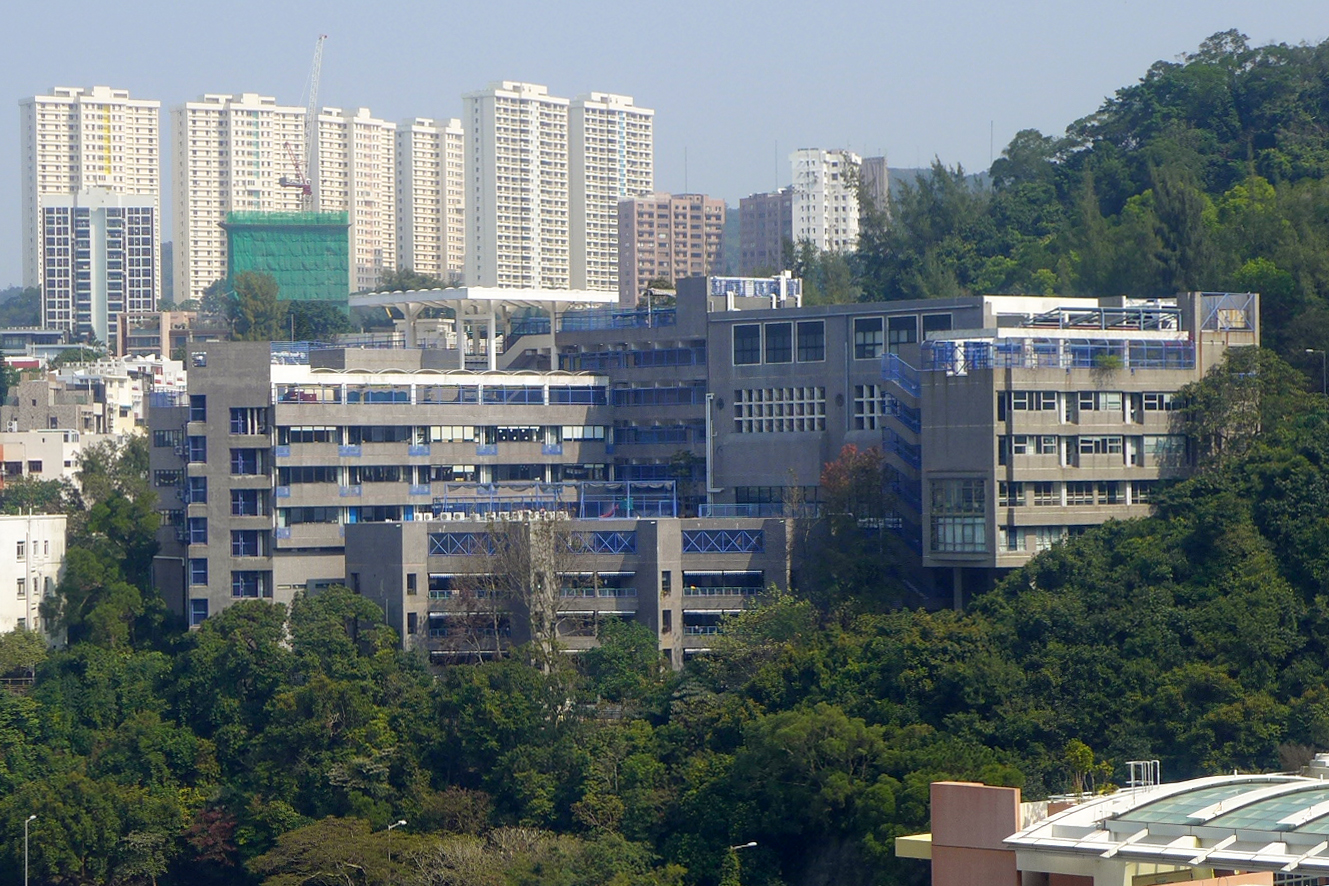
法國國際學校 - 渣甸山校舍

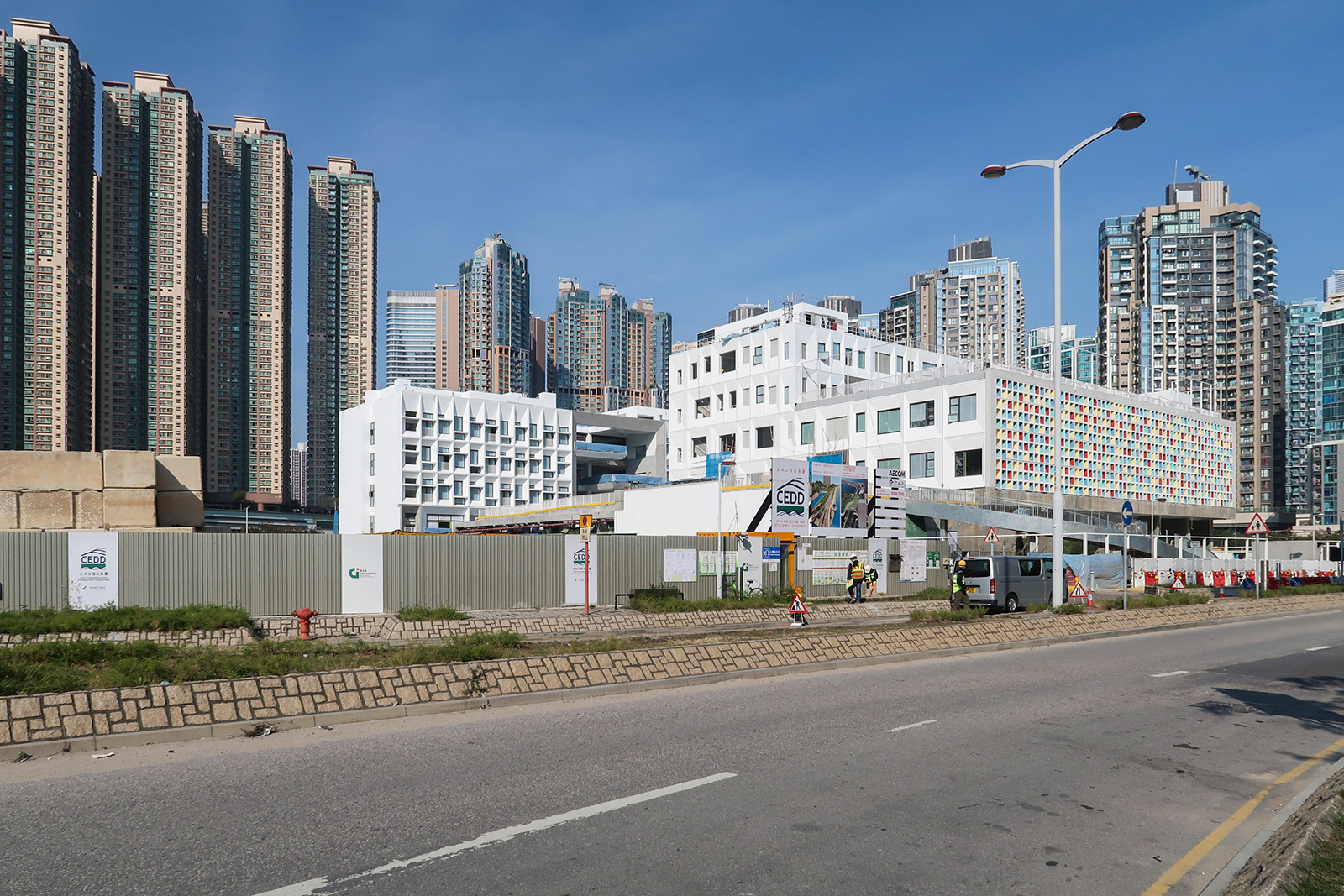
法國國際學校 - 興建中的將軍澳校舍（2018年2月）

22°15′40″N 114°11′30″E / 22.2611093°N 114.1916225°E
香港法國國際學校（英語：French International School "Victor Segalen" of Hong Kong），是香港一所國際學校，成立於1963年，中學部位於跑馬地藍塘道165號。由於金融海嘯後，不少法國公司進駐香港，帶來法國專才長期留港工作，而該校是法語學生在港唯一選擇，故校方目前正在申請擴建。在2022年法國總統選舉期間，該校的將軍澳校舍也成為了投票站，供在港法國公民投票。

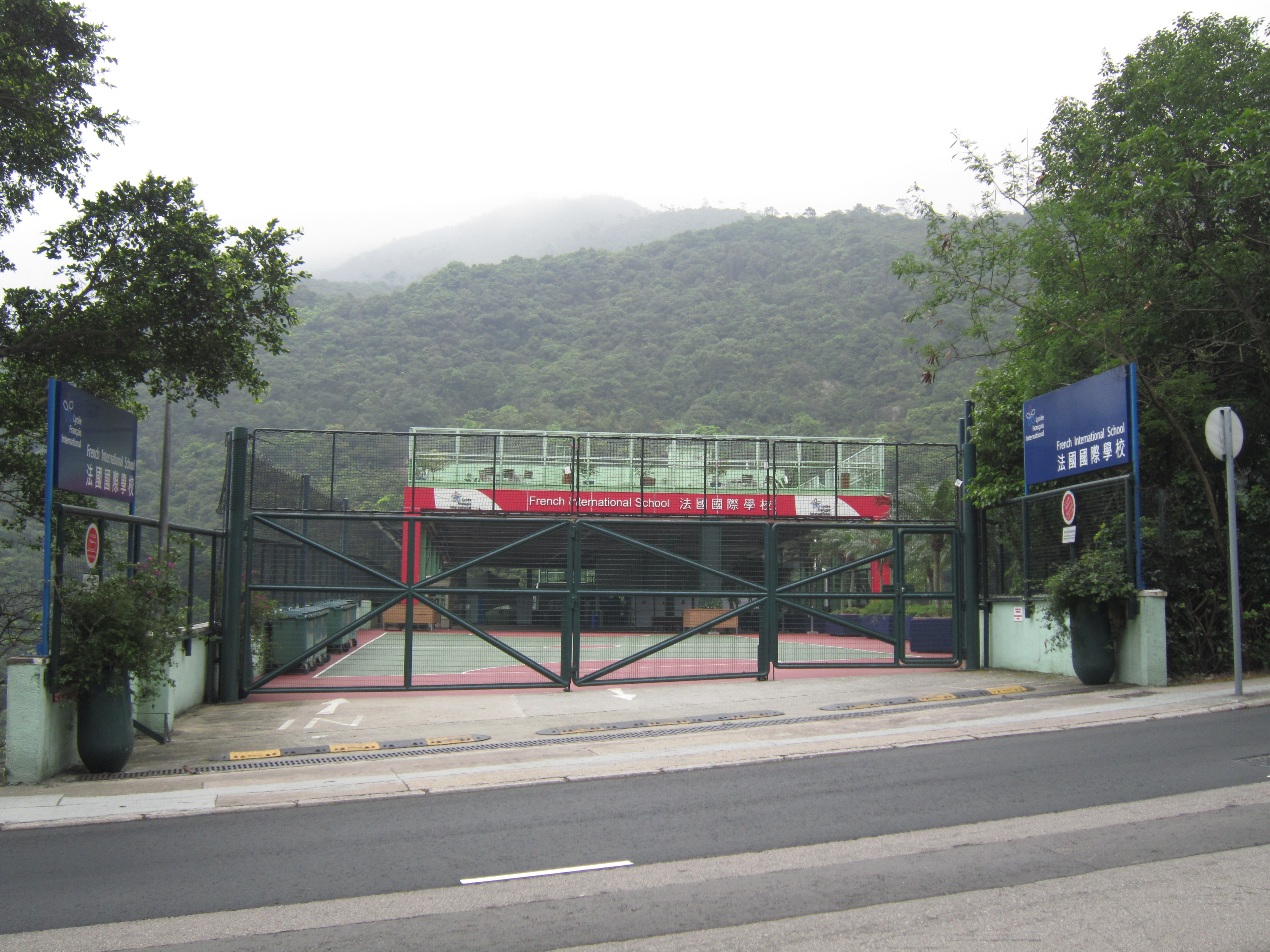
跑馬地藍塘道校（中學部）正門
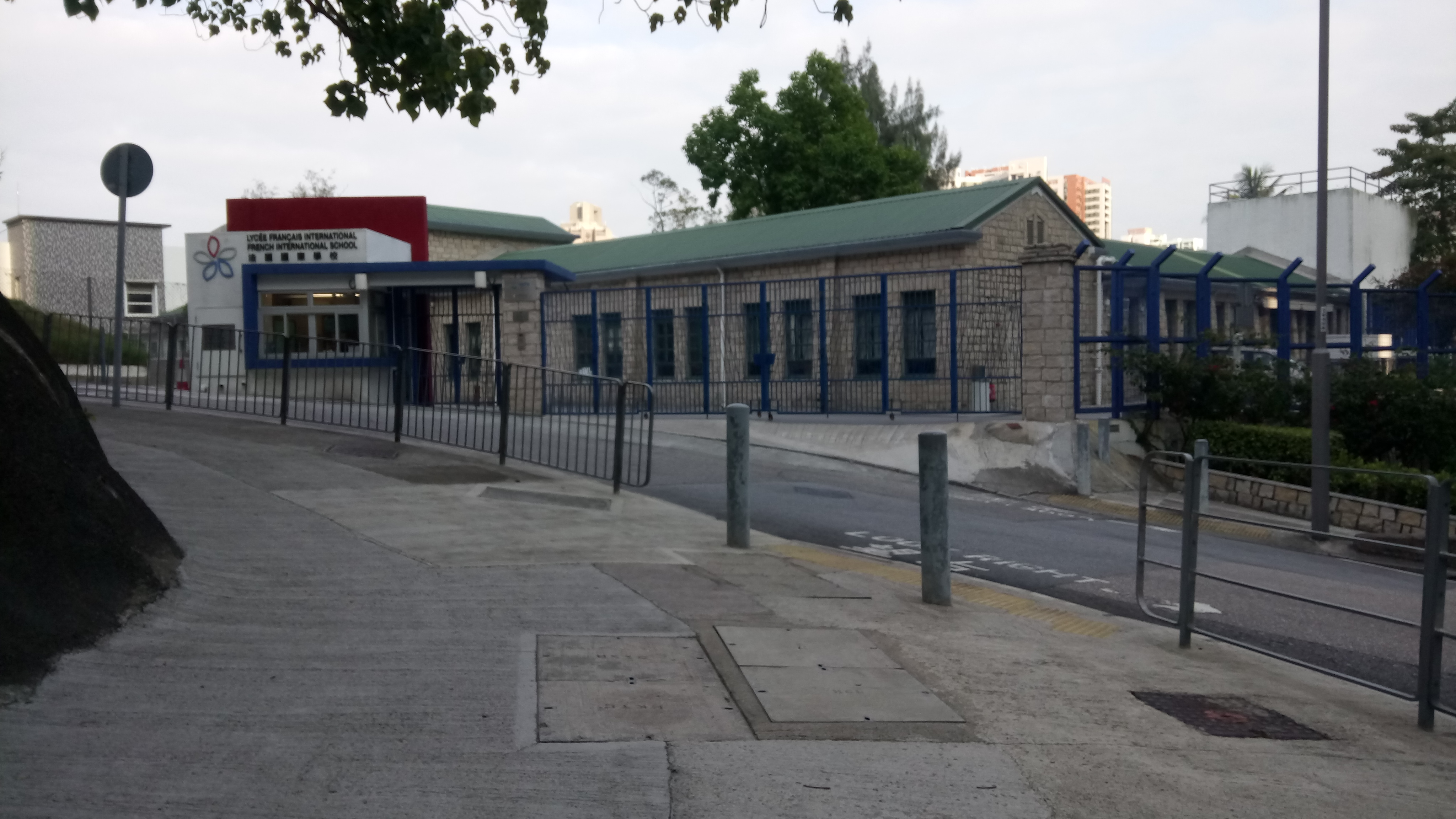
柴灣校舍
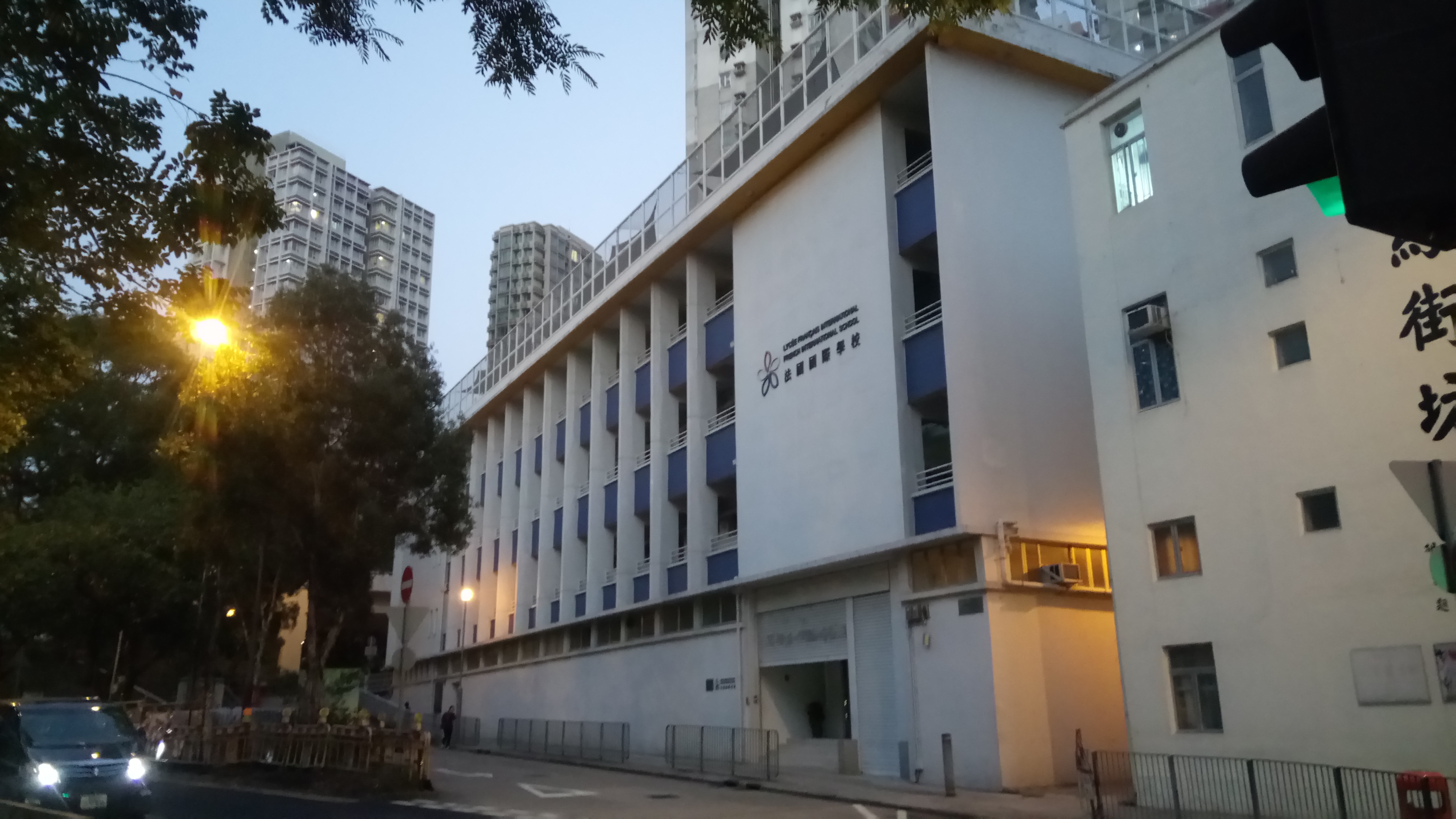
前紅磡校舍
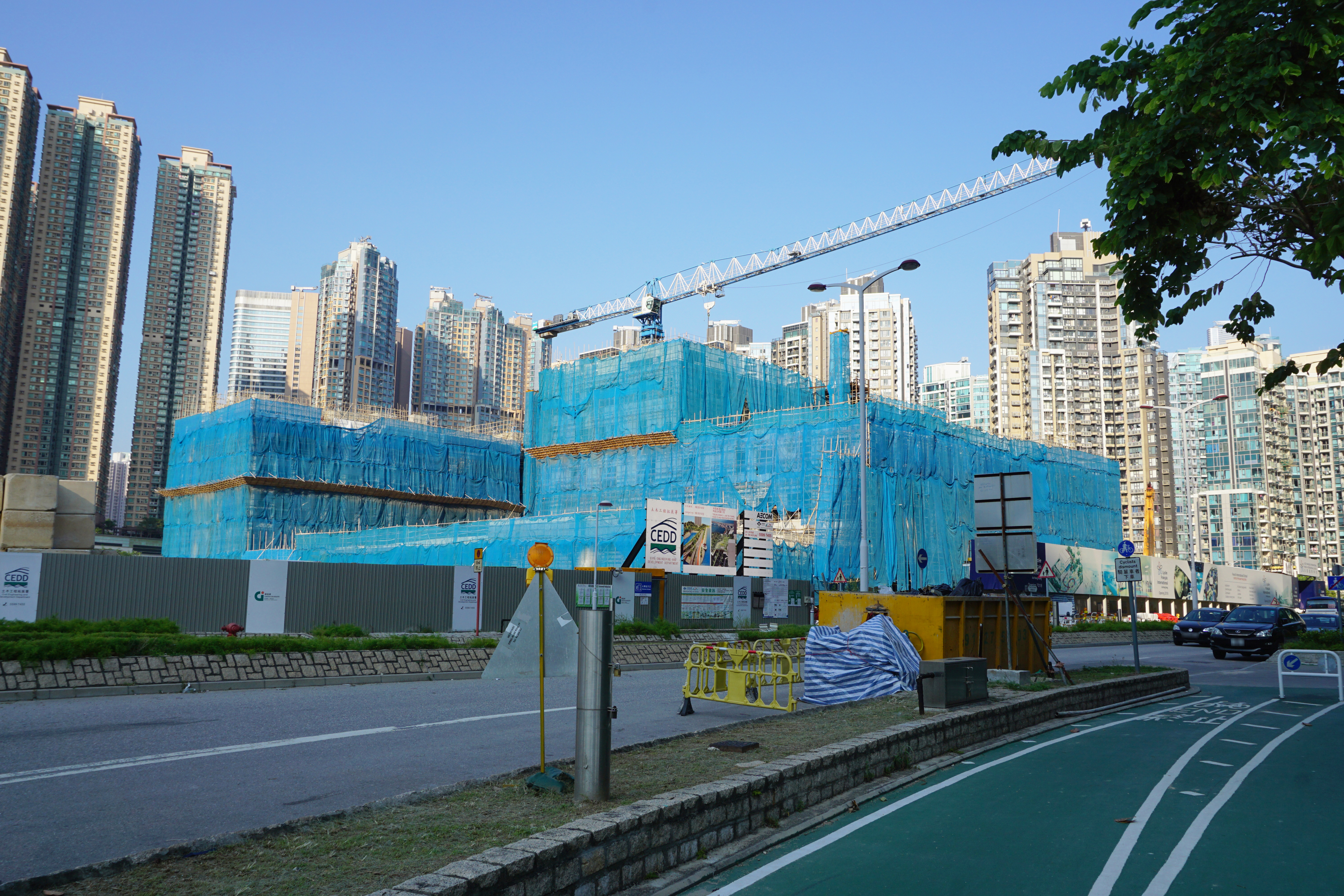
興建中的將軍澳校舍（2017年10月）